# Dau
Pour plus de détails, voir Fiche technique et Distribution.
Dau (Дау) est un projet cinématographique du cinéaste russe Ilia Andreïevitch Khrjanovski (1975-), dont la phase finale commence en 2018.

## Projet
Le projet, ébauché en 2004 et entamé en 2006, semble avoir commencé à se matérialiser par un scénario sur un physicien soviétique.
Lev Landau (1908-1968), prix Nobel de physique 1962, a vécu une moitié de sa vie à Kharkiv (Ukraine), à étudier le comportement de la matière à très basse température (état de la matière, physique de la matière condensée, superfluidité).
Le cinéaste reconstitue son laboratoire et envisage de représenter sa vie, ses recherches et sa mort en une sorte de film historique peut-être hors normes.
Le scénario original du film est basé sur Akademik Landau : Comment nous avons vécu (1999), livre mémoriel de Concordia Terentyevna Drobantseva, épouse de Lev Landau, et sur d'autres archives également autorisées, permettant une approche mêlant différents points de vue. 
Avant d'être abouti, le projet est un des favoris des grands festivals de cinéma: Sofia 2005, Cannes 2006, Rotterdam 2006, ce qui permet d'assurer un financement qui s'annonce imposant.
Un des états du scénario, conçu par Vladimir Sorokine, est vite dépassé, relégué.

## Production
En 2007, le budget prévisionnel du film s’élève à 3,5 millions de dollars.
Fin 2008, l'estimation est de 10 millions de dollars.
Le financement est assuré chaotiquement, en coproduction, notamment par :
- Philippe Bober[1] ( Coproduction Office);
- Sergueï Adoniev;
- Phenomen Films, la compagnie de production de l'auteur;
- des sociétés de production internationales (Arte France Cinéma, WDR/Arte Essential Filmproduktion, Eurimage, The Swedish Film Institute, et d’autres)[2];
- les ateliers de Cinéfondation (du Festival de Cannes).

## Scénario final
Les films présentent les vies croisées d'une centaine de personnages historiques, dont une vingtaine jouent un rôle important, et qui ont tous vécu une période à l'Institut, entre 1938 et 1968.
Ils forment une reconstitution du monde soviétique russe de ces trois décennies.

## Tournage
Le tournage commence à Saint-Pétersbourg et Moscou, enfin Kharkhiv. Puis, les dérives interviennent, dès 2009.
Les castings se font à partir de dizaines de milliers d'auditions, avec des contrats d'un type nouveau, exigeant des conditions relativement extrêmes, supposées respecter la réalité historique.
Les méthodes de travail, selon certains participants (mais pas trop les représentants de la nomenklatura d'époque), sont indignes : complaisance, intimidation, harcèlement, sexisme...
Les tournages sont réalisés par des spécialistes, selon des consignes, avec certaine liberté, en 35 mm, avec enregistrement intégral des prises.
Une quinzaine de films sont tournés, avec un nombre invraisemblable de réalisateurs, de techniciens, d'acteurs et d'artistes.
- Technicien : Jürgen Jürges
- Scientifiques :  Nikita Nekrasov (en), Shing-Tung Yau, Carlo Rovelli,  James Fallon (en)
- Artistes : Teodor Currentzis, Vladimir Martynov, Peter Sellars, Romeo Castellucci, Dmitri Tcherniakov, Marina Abramovic, Anatoli Vassiliev, Hanna Schygulla, Andrew Ondrejcak (en), Robert Del Naja, Brian Eno
- Religieux : Daniel Ishmatov,  Guillermo Arévalo (en)

## Montage
Les montages des 700 heures de rushes sont une autre grandiose entreprise, menée à Londres par le réalisateur, mais aussi par Ilya Permyakov, Jekaterina Oertel et d'autres.
Des ébauches sont présentées à divers festivals, dont Cannes en 2014.

## Liste des films projetés à Paris en 2019
DAU 2 : Brave People. Durée : 2h27
DAU 3 : Nora and Mother. Durée : 1h22
DAU 4-1 : Return of prodigal son. Durée : 2h14
DAU 5 : Katya and Tania. Durée : 1h36
DAU 6 : Conformists. Durée : 2h35
DAU 7 : Dau, Nora and Maria (titre alternatif: "3 Days"). Durée : 1h43
DAU 8 : Sasha and Valera. Durée : 1h55
DAU 9-1 : titre inconnu. Durée : 1h30 environ
DAU 9-2 : String Theory. Durée : 2h47
DAU 10 : Maksym and Vika. Durée : 1h33
DAU 11 : Nora and son ((titre alternatif: "Oedipus"). Durée : 1h28
DAU 12 : Natasha. Durée : 2h24
DAU 13-1 : Degeneration 1. Durée : 3h09
DAU 13-2 : Degeneration 2. Durée : 2h50
DAU 14 : Regeneration. Durée : 1h10
DAU 1 et DAU 4-2 n'ont pas été projetés lors de l'expérience parisienne.
Trois séries, dont les épisodes sont composés en partie de scènes extraites des films, ont été projetées. La première, intitulée "Nora", compte 12 épisodes. La deuxième, intitulée "Degeneration", compte 9 épisodes. La troisième compte au moins 6 épisodes.

## Exploitation
Le résultat exploitable ne saurait convenir aux circuits traditionnels de distribution, et surtout pas en Russie.
En conséquence, et seulement à partir de 2018, un système complexe est mis en place dans des lieux uniques pour des projections limitées et concurrentes, et selon des modalités nouvelles.
Trois capitales européennes sont choisies : Berlin, Paris et Londres (Freiheit, Égalité, Brotherhood selon le concepteur, démesure, violence, confusion selon Le Monde).
L'expérience berlinoise, à l'automne 2018, est vite abandonnée en raison de fortes oppositions pour opacité[Quoi ?].
L'expérience parisienne est prévue du 24 janvier au 17 février 2019, dans les théâtres du Châtelet et de la Ville, reliés par une passerelle, et au Centre Pompidou. Les théâtres sont alors ouverts en permanence pour des projections, des conférences et des animations. 
Dans la version française du dispositif, à Paris, début 2019, la promotion est prometteuse, et le début difficile, en partie pour des raisons de sécurité.

## Réception
Les premières projections provoquent des réactions violentes,. Il est difficile de saisir la trame narrative des films (d'une durée totale de plus de 30 heures, impliquant des dizaines de personnages et se déroulant sur une période de plus de 30 ans) sans avoir vu plusieurs d'entre eux dans leur intégralité, ce que peu de spectateurs ou de journalistes ont eu l'occasion de faire.
Le « projet immersif et sulfureux », se révèle de très vastes dimensions; quelques scènes violentes (peu nombreuses) ou sexuellement explicites (plus fréquentes) déconcertent les spectateurs et nourrissent rumeurs et fantasmes. La longueur des films, la lenteur de certains d'entre eux, l'omniprésence de longues scènes de dialogues amènent la plus grande partie du public à ne pas assister aux projections jusqu'à leur terme.

## Éléments du projet
- Dau (film) (en) (2019), film de Ilia Andreïevitch Khrjanovski, supposé biographique sur la vie de Lev Landau
- DAU. Natasha (en) (2020), 142', film de Ilia Andreïevitch Khrjanovski et Yekaterina Oertel, en compétititon officielle à la Berlinale 2020, Ours d'argent de la meilleure contribution artistique 2020

## Distinction

### Sélection
- Berlinale 2020 : sélection officielle, en compétition